# 圣卡普赖斯代梅
圣卡普赖斯代梅（法語：Saint-Capraise-d'Eymet）是法国多尔多涅省的一个市镇，属于贝尔热拉克区（Bergerac）埃梅县（Eymet）。该市镇总面积11.18平方公里，2009年时的人口为141人。

## 人口
圣卡普赖斯代梅人口变化图示